# 锡南·博拉特
锡南·博拉特（Sinan Bolat，1988年9月3日—）是土耳其足球运动员，现效力于比利时足球甲级联赛球队皇家根特体育会，司职守门员。

## 俱乐部生涯
博拉特从小就在比利时生活，并在先后在比利时球队FC宗奥芬和KRC亨克接受青年训练。2005年，17岁的博拉特在KRC亨克开始职业足球生涯，但他得到的出场次数并不多，在球队效力的三年半时间中，只获得5次联赛出场机会，其中3次是作为首发球员登场。土耳其足球超级联赛豪门费内巴切和特拉布宗都曾希望买入博拉特，但他最终选择留在比利时，并于2008年12月29日以15万欧元的身价转会至标准列日，合同期4年半 。
博拉特在2008/09赛季下半程迅速成为标准列日的主力守门员，他在最后七轮联赛全部首发登场，其中五场力保大门不失。其中在联赛最后一轮，标准列日必须取胜才有机会和安德莱赫特进行附加赛角逐联赛冠军。博拉特成为球队的英雄，他在第92分钟扑出对手的点球，帮助标准列日1比0击败对手 。标准列日在2009年5月24日的附加赛中2比1击败安德莱赫特，捧得联赛冠军奖杯。博拉特的表现引起多家欧洲豪门的注意，有报道称英超球队曼联和阿森纳都有意购入博拉特。2009年7月27日，博拉特在和KRC亨克的比利时超级杯中再次力保大门不失，帮助球队2比0击败对手，获得加盟球队后的第二个冠军头衔。
在2009年12月9日2009/10賽季歐洲冠軍聯賽分組賽最后一轮和阿尔克马尔的赛事中，博拉特再次成为球队的英雄。他在第95分钟接队友开出的前场任意球头球破门，将比分扳成1比1。标准列日凭借这场平局力压阿尔克马尔，以小组第三名的成绩获得欧洲联赛的参赛资格。

## 国家队生涯
博拉特曾经代表土耳其U19国家队出场4次，土耳其U21国家队出场3次。2009年9月，他第一次入选土耳其国家队的名单，以备战2010年世界盃外圍賽，但并没有出场。
博拉特拥有土耳其和比利时的双重国籍，由于他还没有代表土耳其成年队出场，因此仍然有代表比利时国家队的资格。

## 荣誉
- 比利时足球甲级联赛冠军：2008/09
- 比利时超级杯冠军：2009